# Runxi
Runxi (kinesiska: 润溪) är en socken i sydvästra Kina. Den ligger i Pengshui härad i storstadsområdet Chongqing, omkring 140 kilometer öster om det centrala stadsdistriktet Yuzhong. Antalet invånare är 9 441. Befolkningen består av 4 490 kvinnor och 4 951 män. Barn under 15 år utgör 25,0 %, vuxna 15-64 år 60 %, och äldre över 65 år 13,0 %.